# Jilm v Růžové ulici
Jilm v Růžové ulici je památný strom v Praze na Novém Městě. Roste u zdi domu na předzahrádce v ulici Růžová poblíž Jindřišské. Magistrát hlavního města Prahy jej vyhlásil za památný strom v roce 2022.

## Parametry stromu
- Výška (m): 23 m
- Obvod (cm): 335
- Ochranné pásmo: ze zákona
- Datum prvního vyhlášení: 15. dubna 2022
- Odhadované stáří: neuvedeno
- Parcelní číslo: 2326/3

## Popis
Jilm je lokální dominantou. Roste na pozůstatku původní malé zahrady, která byla za domem čp.941. Z ulice je celý dobře viditelný, navíc byla v roce 2021 u jeho kmene místo krátkého úseku zdi instalována mříž. Vykazuje stabilně výborný až dobrý zdravotní stav, výbornou až mírně sníženou vitalitu a výbornou až dobrou (nenarušenou) stabilitu.

## Stromy v okolí
- Jinan na Novém Městě
- Pavlovnie plstnatá na Novém Městě
- Františkánský tis